# Premis Oscar de 1947
Els Premis Oscar de 1947 (en anglès: 20th Academy Awards) foren presentats el 20 de març de 1948 en una cerimònia realitzada a l'Shrine Auditorium de Los Angeles.
La cerimònia fou presentada pels actors Agnes Moorehead i Dick Powell, convertint-se Moorehead en la primera dona a presentar la cerimònia.

## Curiositats
En aquesta edició cap pel·lícula aconseguí més de tres guardons, un fet que no es repetí fins a l'edició del 2005. La producció més nominada de la nit fou Gentleman's Agreement d'Elia Kazan amb vuit nominacions, i fou la més nominada amb els premis de millor pel·lícula, director i actriu secundària.
La victòria d'Edmund Gwenn com a millor actor secundari per Miracle on 34th Street el convertí en l'actor de major edat (71 anys) en aconseguir un oscar fins al moment.
En aquesta edició s'incorporà el premi de millor pel·lícula de parla no anglesa, si bé encara com a premi especial. Sciuscià de l'italià Vittorio de Sica fou la primera guanyadora.

## Premis
| Millor pel·lícula | Millor director |
| --- | --- |
| - Gentleman's Agreement (Darryl F. Zanuck per 20th Century Fox) - The Bishop's Wife (Samuel Goldwyn per RKO Radio Pictures) - Foc creuat (Adrian Scott per RKO Radio Pictures) - Grans esperances (Ronald Neame per Universal Studios i General Film Distributors, Ltd.) - Miracle on 34th Street (William Perlberg per 20th Century Fox) | - Elia Kazan per Gentleman's Agreement - George Cukor per A Double Life - Edward Dmytryk per Foc creuat - Henry Koster per The Bishop's Wife - David Lean per Grans esperances |
| Millor actor | Millor actriu |
| - Ronald Colman per A Double Life com a Anthony John - John Garfield per Cos i ànima com a Charlie Davis - Gregory Peck per Gentleman's Agreement com a Philip Schuyler Green - William Powell per La vida amb el pare com a Clarence Day, Sr. - Michael Redgrave per Mourning Becomes Electra com a Orin | - Loretta Young per The Farmer's Daughter com a Katie Holstrom - Joan Crawford per Amor que mata com a Louise Howell - Susan Hayward per Una dona desfeta com a Angie Evans - Dorothy McGuire per Gentleman's Agreement com a Kathy Lacey - Rosalind Russell per Mourning Becomes Electra com a Lavinia                                                                                |
| Millor actor secundari | Millor actriu secundària |
| - Edmund Gwenn per Miracle on 34th Street com a Kris Kringle/Pare Noel - Charles Bickford per The Farmer's Daughter com a Joseph Clancy - Thomas Gomez per Ride the Pink Horse com a Pancho - Robert Ryan per Foc creuat com a Montgomery - Richard Widmark per Kiss of Death com a Tommy Udo | - Celeste Holm per Gentleman's Agreement com a Anne Dettrey - Ethel Barrymore per The Paradine Case com a Lady Sophie Horfield - Gloria Grahame per Foc creuat com a Ginny Tremaine - Marjorie Main per The Egg and I com a Ma Kettle - Anne Revere per Gentleman's Agreement com a Mrs. Green                                                                                         |
| Millor guió original | Millor guió adaptat |
| - Sidney Sheldon per The Bachelor and the Bobby-Soxer - Sergio Amidei, Adolfo Franci, Cesare Giulio Viola i Cesare Zavattini per Sciuscià - Charles Chaplin per Monsieur Verdoux - Ruth Gordon i Garson Kanin per A Double Life - Abraham Polonsky per Cos i ànima | - George Seaton per Miracle on 34th Street (sobre hist. Valentine Davis) - David Lean, Ronald Neame i Anthony Havelock-Allan per Grans esperances (sobre hist. de Charles Dickens) - Richard Murphy per Boomerang! (Sobre hist. de Fulton Oursler) - John Paxton per Foc creuat (sobre hist. de Richard Brooks) - Moss Hart per Gentleman's Agreement (sobre hist. de Laura Z. Hobson) |
| Millor història | Millor curtmetratge d'animació |
| - Valentine Davies per Miracle on 34th Street - Georges Chaperot i René Wheeler per La Cage aux rossignols - Herbert Clyde Lewis i Frederick Stephani per It Happened on Fifth Avenue - Eleazar Lipsky per Kiss of Death - Dorothy Parker i Frank Cavett per Una dona desfeta | - Tweetie Pie d'Edward Selzer - Chip an' Dale de Walt Disney - Dr. Jekyll and Mr. Mouse de Frederick Quimby - Pluto's Blue Note de Walt Disney - Tubby the Tubba de George Pal |
| Millor banda sonora - Dramàtica o còmica | Millor banda sonora - Musical |
| - Miklós Rózsa per A Double Life - Hugo Friedhofer per The Bishop's Wife - Alfred Newman per Capità de Castella - David Raksin per Forever Amber - Max Steiner per La vida amb el pare | - Alfred Newman per Mother Wore Tights - Daniele Amfitheatrof, Paul J. Smith i Charles Wolcott per Song of the South - Robert Emmett Dolan per Road to Rio - Johnny Green per Fiesta - Ray Heindorf i Max Steiner per My Wild Irish Rose |
| Millor cançó original | Millor so |
| - Allie Wrubel (música); Ray Gilbert (lletra) per Song of the South ("Zip-a-Dee-Doo-Dah") - Arthur Schwartz (música); Leo Robin (lletra) per The Time, the Place and the Girl ("A Gal in Calico") - Frank Loesser (música i lletra) per Les proeses de Paulina ("I Wish I Didn't Love You So") - Ralph Blane, Hugh Martin i Roger Edens (música i lletra) per Good News ("Pass That Peace Pipe") - Josef Myrow (música); Mack Gordon (lletra) per Mother Wore Tights ("You Do") | - Gordon E. Sawyer per The Bishop's Wife - Douglas Shearer per Green Dolphin Street - Jack R. Whitney per T-Men |
| Millor direcció artística - Blanc i Negre | Millor direcció artística - Color |
| - John Bryan; Wilfred Shingleton per Grans esperances - Lyle R. Wheeler i Maurice Ransford; Thomas Little i Paul S. Fox per The Foxes of Harrow | - Alfred Junge per Narcís negre - Robert M. Haas; George James Hopkins per La vida amb el pare |
| Millor fotografia - Blanc i Negre | Millor fotografia - Color |
| - Guy Green per Grans esperances - George Folsey per Green Dolphin Street - Charles Lang, Jr. per El fantasma i la senyora Muir | - Jack Cardiff per Narcís negre - Harry Jackson per Mother Wore Tights - Peverell Marley i William V. Skall per La vida amb el pare |
| Millor muntatge | Millors efectes especials |
| - Francis Lyon and Robert Parrish per Cos i ànima - Monica Collingwood per The Bishop's Wife - Harmon Jones per Gentleman's Agreement - Fergus McDonnell per Llarga és la nit - George White per Green Dolphin Street | - A. Arnold Gillespie, Warren Newcombe, Douglas Shearer i Michael Steinore per Green Dolphin Street - Farciot Edouart, Devereux Jennings, Gordon Jennings, Wallace Kelley, Paul Lerpae i George Dutton per Unconquered |
| Millor documental | Millor curtmetratge documental |
| - Design for Death de Sid Rogell, Theron Warth i Richard Fleischer - Journey Into Medicine (U.S. Dept. of State Office of Information and Educational Exchange) - The World Is Rich de Paul Rotha | - First Steps (United Nations Division of Films and Visual Education) - Passport to Nowhere de Frederic Ullman Jr. - School in the Mailbox (Australian News and Information Bureau) |
| Millor curtmetratge, un carret | Millor curtmetratge, dos carrets |
| - Goodbye Miss Turlock de Herbert Moulton - Brooklyn, U.S.A. de Thomas Mead - Moon Rockets de Jerry Fairbanks - Now You See It de Pete Smith - So You Want to Be in Pictures de Gordon Hollingshead | - Climbing the Matterhorn d'Irving Allen - Champagne for Two de Harry Grey - Fight of the Wild Stallions de Thomas Mead - Give Us the Earth de Herbert Morgan - A Voice Is Born: The Story of Niklos Gafni de Ben Blake |

## Oscar Honorífic
- Bill and Coo - una pel·lícula en la qual l'art i paciència es barregen en una visió àmplia dels ocells, com a protagonistes del film. [Placa; substituïda per una estatueta el 1976]
- William N. Selig, Albert E. Smith, Thomas Armat i George K. Spoor - membres del petit grup de pioners que van creure en un nou mitjà com el cinema, i les contribucions per al seu desenvolupament, obert el sender al llarg del qual el cinema ha avançat, des de la foscor a la fama en tot el món. [estatueta]
- James Baskett - pel seu poder i caracterització d'oncle Remus, amic i explicador d'històries als nens del món a Song of the South de Walt Disney. [estatueta. Premi Especial]
- Sciuscià de Vittorio de Sica (Itàlia) - per la gran qualitat d'aquest cinema, amb l'eloqüent vida en un país marcat per la guerra, prova al món que l'esperit creatiu pot triomfar sobre l'adversitat. [estatueta. Premi Especial]

## Presentadors
- Anne Baxter (millor fotografia, actor secundari i guions)
- Ingrid Bergman (Premi Honorífic a James Baskett)
- Donald Crisp (millor actriu secundària i director)
- Olivia de Havilland (millor actor)
- Jean Hersholt (Premis Honorífics)
- Fredric March (Millor actriu i pel·lícula)
- Robert Montgomery (Premis tècnics i científics)
- Agnes Moorehead (millor fotografia)
- George Murphy (millor guió)
- Larry Parks (millors efectes especials, so i música)
- Dick Powell (millor direcció artístics)
- Dinah Shore (millor cançó)
- Shirley Temple (millors documentals i curtmetratges)

## Múltiples nominacions i premis
| Les següents pel·lícules van rebre diverses nominacions: - 8 nominacions: Gentleman's Agreement - 5 nominacions: The Bishop's Wife, Foc creuat i Grans esperances - 4 nominacions: A Double Life, Green Dolphin Street, La vida amb el pare i Miracle on 34th Street - 3 nominacions: Cos i ànima i Mother Wore Tights - 2 nominacions: Una dona desfeta, The Farmer's Daughter, Kiss of Death, Narcís negre, Mourning Becomes Electra i Song of the South | Les següents pel·lícules van rebre més d'un premi: - 3 premis: Gentleman's Agreement i Miracle on 34th Street - 2 premis: A Double Life, Grans esperances i Narcís negre |